# Stéphane Carlier
Pour les articles homonymes, voir Carlier.
Stéphane Carlier est un écrivain français, né le 31 août 1971 à Argenteuil.

## Biographie
Stéphane Carlier est le fils de Guy Carlier et le frère aîné de Raphaël « Carlito » Carlier.
Après une hypokhâgne et une maîtrise d'Histoire à Paris IV, il est pigiste dans diverses rédactions parisiennes (France-Soir, Gala, L'Express). En 1996, il entre au ministère des Affaires étrangères qui l'affecte aux États-Unis, où il passe dix ans (New York, Los Angeles, Palm Springs) puis en Inde, à New Delhi. À son retour, il passe deux ans à Lisbonne avant de s'installer en Bourgogne, où il réside aujourd'hui.
Son troisième roman Les gens sont les gens paraît en 2013. Tenant compte des remarques de ses lecteurs à la sortie de ce roman, Stéphane Carlier a ajouté des passages à l'édition de poche afin que la fin paraisse moins abrupte
Son huitième roman, Clara lit Proust est publié par Gallimard, en septembre 2022. Fin janvier 2023, plus de 30 000 exemplaires sont écoulés.

## Romans
- Actrice, Le Cherche midi, 2005  (ISBN 2-74910-395-9). En poche, chez Pocket, 2007  (ISBN 978-2-266-16018-6).
- Grand amour, Le Cherche midi, 2011  (ISBN 978-2-7491-18758). En poche, chez J'ai lu, 2016  (ISBN 978-2-290-13165-7).
- Les gens sont les gens, Le Cherche midi, 2013  (ISBN 978-2-7491-1873-4). En poche, chez Pocket, 2014  (ISBN 978-2-266-24009-3).
- Les Perles noires de Jackie O, Le Cherche midi, 2016  (ISBN 978-2-7491-5020-8). En poche, chez J'ai lu, 2017  (ISBN 978-2-290-13356-9). Éditions gros caractères Gabelire, 2017  (ISBN 978-2-37083-131-6). Livre audio (Audible studios, ASIN B07B3YW56V).
- Amuse-bouche, Le Cherche midi, 2017  (ISBN 978-2-7491-5569-2). En poche, chez J'ai lu, 2019  (ISBN 978-2290163979).
- Le Chien de Madame Halberstadt, Le Tripode, 2019  (ISBN 978-2370551931). En poche, collection Météores, 2020  (ISBN 978-2370552303).
- L'Enterrement de Serge, le Cherche midi, 2021  (ISBN 978-2749166483).
- Clara lit Proust, Gallimard, 2022  (ISBN 978-2072991301).
- La vie n'est pas un roman de Susan Cooper, Le Cherche midi, 2024  (ISBN 978-2749176024).

## Radio
- Trois minutes à Meudon, feuilleton radiophonique de 45 épisodes, France Inter, juillet-août 2001.

## Prix et distinctions
- Les gens sont les gens (2013) ;
  - Sélection au prix littéraire de 30 millions d'amis[5].
- Le Chien de Madame Halberstadt (2019)
  - « Meilleur roman » au prix littéraire de la Société centrale canine[6]
- Clara lit Proust (2022)
  - Prix du Cercle Littéraire Proustien 2022, festival littéraire de Cabourg[7].
  - Sélection Prix Poche Relay x Kitkat 2024[8].
- La vie n’est pas un roman de Susan Cooper (2024)
  - Finaliste du Prix Maison de la Presse 2024[9]